# بلور مایع حلالیت‌افزا

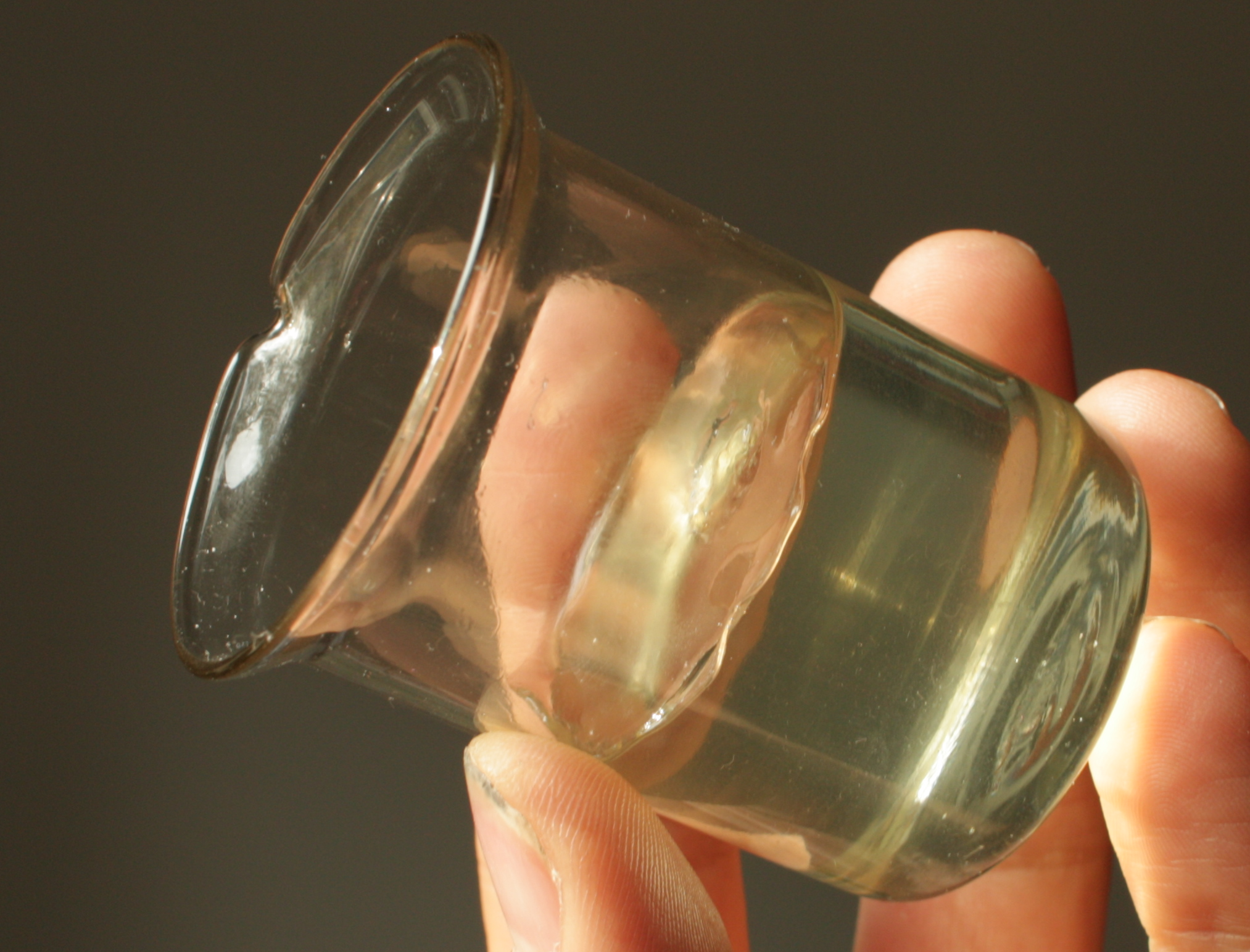
یک ژل فاز مکعبی بسیار چسبناک ساخته شده از پلی سوربات ۸۰، آب و پارافین مایع.

لیوتروپیک به یک مزوفاز کریستالی مایع گفته می‌شود (یک واژه مرکب از lyo- "حل" و -tropic "تغییر") اگر در اثر حل شدن مزوژن آمفیفیلیک در یک حلال مناسب، تحت شرایط مناسب غلظت، دما و فشار ایجاد شود. مخلوط آب و صابون یک نمونه روزمره از کریستال مایع لیوتروپیک است.
از نظر تاریخی، این اصطلاح برای توصیف رفتار متداول مواد تشکیل شده از مولکول‌های آمفیفیلیک با افزودن یک حلال استفاده می‌شد. این مولکول‌ها شامل یک گروه سر دوستدار آب (که ممکن است یونی یا غیر یونی باشد) متصل به یک گروه هیدروفوبیک یا آبگریز هستند.
تفکیک میکرو فاز در مقیاس نانومتری، بسته به توازن حجم بین قسمت آب دوست و بخش آبگریز، در نوع مختلف آرایش ناهمسانگرد توسعه یافته حلال ایجاد می‌شود. به نوبه خود، آنها ترتیب طولانی فازها را تولید می‌کنند، با مولکول‌های حلال فضای اطراف ترکیبات را پر می‌کنند تا سیالیت سیستم را فراهم کنند.
در مقابل بلورهای مایع گرمازا، بلورهای مایع لیوتروپیک دارای درجه آزادی دیگری هستند، یعنی غلظتی که آنها را قادر می‌سازد مراحل مختلفی را القا کنند. با افزایش غلظت مولکول‌های آمفیفیلیک، چندین نوع مختلف از ساختارهای کریستال مایع لیوتروپیک در محلول وجود دارد. ترتیب هر یک از این انواع مختلف از نظم مولکولی در ماتریس حلال است، از میسل‌های کروی گرفته تا استوانه‌های بزرگتر، استوانه‌های همسو و حتی سنگدانه‌های دو لایه و چند جداره.

## انواع سیستم‌های لیوتروپیک
نمونه‌هایی از ترکیبات آمفیفیلیک نمک‌های اسیدهای چرب، فسفولیپیدها هستند. بسیاری از آمفیفیل‌های ساده به عنوان مواد شوینده استفاده می‌شوند. مخلوط آب و صابون یک نمونه روزمره از کریستال مایع لیوتروپیک است.
ساختارهای بیولوژیکی مانند نمایش پروتئین‌های رشته‌ای نسبتاً طولانی و کاملاً مشخص «بلوک‌های» آبگریز و آب دوست آمینواسیدها نیز می‌توانند رفتار متبلور مایع لیوتروپیک را نشان دهند.